# Бозатау
Казанкеткен (узб. Qozonketkan / Қозонкеткан, каракалп. Qazanketken / Қазанкеткен) — городской посёлок, административный центр Бозатауского района (с 4 сентября 2019 года) Республики Каракалпакстан (Узбекистан).

## История
В 1979—2004 годах был центром Бозатауского района (за исключением 1988—1990 годов, когда район не существовал). С 2004 по 2009 год был в составе Кегейлийского района. С 1992 года — посёлок городского типа.

## География
Посёлок расположен в 62 км от железнодорожной станции Кегейли (на линии Найманкуль-Чимбай), а до Кумшунгул (на линии Найманкуль-Чимбай) — 60 км. Расстояние до Нукуса — 100 км (по автодорогам). Через Казанкеткен проходит канал Еркиндарья.

## Население
| 2005 | 2011 |
| ---- | ---- |
| 4200 | 5034 |

## Образование и медицина
В посёлке имеются сельскохозяйственный профессиональный колледж, 2 общеобразовательные школы, 2 дошкольных учреждения, детская школа музыки и искусства, больница.